# Simone Vanni
Simone Vanni (n. 16 februarie 1979, Pisa, Toscana, Italia) este un fost scrimer italian specializat pe floretă, laureat cu aur pe echipe la Jocurile Olimpice de vară din 2004, campion mondial la individual în 2002 și dublu campion mondial pe echipe în 2003 și în 2009.

## Carieră
S-a apucat de scrimă la vârsta de opt-nouă ani pentru a o urma sora sa mai mare, Elisa. Sportul i-a plăcut imediat. A început la sala de scrimă Di Ciolo sub îndrumarea Lucianei Di Ciolo, apoi la sala din Centro Universitario Sportivo (CUS), unde a fost pregătit de Antonio Di Ciolo, maestrul campionilor olimpici Alessandro Puccini și Salvatore Sanzo. În paralel a jucat fotbal până în liceu, când a trebuit să aleagă între cele două sporturi. În anul 1999 Vanni a cucerit o medalie de bronz la individual și medalia de argint pe echipe la Campionatul Mondial de Juniori. În același an a început să participe la competiții de seniori. 
A obținut prima sa medalie la o competiție majoră, aurul, la Campionatul European din 2001 de la Koblenz, învingându-l în finală pe polonezul Adam Krzesiński cu scorul de 15–6. În anul următor a creat surpriza: a ajuns în finală, unde a trecut într-un minut și 37 de secunde de germanul André Weßels, dublu campion mondial de juniori, scorul fiind încă o dată de 15–6. Nu a putut reedita performanța în 2002, fiind învins la limită în finală de germanul Peter Joppich. Totuși, a obținut aurul pe echipe, după ce Italia a bătut China în finală.
La Jocurile Olimpice din 2004 de la Atena a pierdut la limită în sferturile de finală cu rusul Renal Ganeev, și s-a clasat pe locul 5. La proba pe echipe, Italia a trecut succesiv de Egipt și Rusia, apoi a învins China, scorul fiind 45–42, și a cucerit aurul olimpic. După Atena 2004 a trebuit să-și adapteze stilul la schimbul regulamentului, constând în creșterea timpului de contact necesar pentru a înregistra tușele. 
Chiar dacă era clasat pe locul 10 mondial puțin înainte de Jocurile Olimpice din 2008 de la Beijing, nu a putut să se califice: floretă masculin pe echipe nefiind pe programul olimpic la această olimpiadă, nicio țară nu a putut să califice mai mult de doi sportivi, în acest caz Andrea Baldini și Salvatore Sanzo. Totuși, în anul următor a cucerit aurul pe echipe atât la Campionatul European, cât și la Campionatul Mondial.

## Legături externe
- it  Simone Vanni Arhivat în 26 aprilie 2016, la Wayback Machine. la Fiamme Oro
- en Simone Vanni la Olympedia.org